# Chantiers et Ateliers Augustin Normand
Chantiers et Ateliers Augustin Normand – francuska stocznia okrętowa z początku XX wieku, specjalizująca się w budowie małych jednostek, w tym okrętów podwodnych. W stoczni tej został wybudowany m.in. polski okręt podwodny typu Wilk - ORP "Wilk".